# 미국 항공 우주국의 예산
미국 항공 우주국의 예산(美國航空宇宙局豫算, 영어: Budget of National Aeronautics and Space Administration 또는 Budget of NASA)은 1958년 창설된 미국 항공 우주국의 현재까지의 예산이다. 1958년부터 2011년까지 53년간 5,261.8억 달러(526조원)의 예산을 사용하였다. 평균 매년 92.28억 달러(9조원)를 사용했다.
1958년 창설된 해에 연방 예산의 0.1%로 최저 비중이었으며, 1966년 연방 예산의 4.41%로서 최고로 많은 예산이 배정되었다.
1958년 직원은 46,700명(내부직원 13,500명, 외부직원 33,200명)이었다. 1965년 직원 411,000명(내부직원 41,100명, 외부직원 369,900명)으로 가장 많은 직원을 채용했다. 1982년 42399명(내부직원 22,310명, 외부직원 20,089명)으로 최저 직원수를 기록했다.

## 아폴로 계획
1960년대 예산과 직원이 최대였던 이유는, 민주당 케네디 대통령의 아폴로 계획 때문이다. 1961년 4월 12일 소련의 유리 가가린이 세계 최초로 유인 우주비행에 성공하자, 미국은 막대한 인력과 예산을 투입하는 강력한 반격으로 아폴로 계획을 세웠다.
13년간 227.18억 달러(23조원)의 막대한 예산을 쏟아부었다. 34,000명의 나사 내부 직원과 375,000명의 산업체와 대학의 외부 직원이 투입되었다.
나사 역사를 다루는 웹사이트 큐레이터인 스티브 가버에 따르면, 당시의 227.18억 달러(23조원)이라는 비용은, 2007년 가치로 1360억 달러(136조원)이라고 한다. 아폴로 우주선과 새턴 로켓의 비용은 2005년 가치로 830억 달러(83조원)이라고 한다. 아폴로 우주선은 280억 달러(사령선 170억 달러, 달착륙선 모듈 110억 달러), 새턴 1호, 새턴 1B호, 새턴 5호의 비용은 460억 달러라고 한다.

## 같이 보기
- 미국 항공 우주국 (NASA)